# Инспектор Клузо (фильм)
«Инспектор Клузо» (англ. Inspector Clouseau) — британская комедия 1968 года, третья часть серии фильмов о «Розовой пантере», снятая Бадом Йоркином по сценарию Фрэнка и Тома Уолдманов, с Аланом Аркином в роли Инспектора Клузо. Он был снят компанией Mirisch Films на Британских студиях MGM, Borehamwood и в Европе.
В это третьей части Блейк Эдвардс не был режиссёром фильма, в нём не было музыки Генри Манчини, а Питер Селлерс не был в главной роли. Все трое были задействованы в то время в съемках фильма «The Party» (1968). Компания Mirisch хотела продолжить работу над фильмом, поэтому, когда Селлерс и Эдвардс отказались участвовать, Mirisch решила продолжить работу без них. Фильм томился в безвестности, и хотя он был выпущен для домашнего видео на VHS, DVD и Blu-ray, он не был включен в коллекцию Pink Panther Collection 2004 года, но позже был добавлен в коллекцию Ultimate, выпущенную в 2008 году.
Фильм получил в основном негативные отзывы и имел низкие кассовые сборы.

## Сюжет
Инспектор Клузо берётся за расследования преступлений, которые даже Скотланд-Ярд повергают в панику — дерзкий преступник обчищает миллионеров, не оставляя никаких следов или отпечатков пальцев. Подозревая наличие крота в Скотланд-Ярде, премьер-министр приглашает Клузо для раскрытия дела. Клузо предотвращает две попытки убийства, но впоследствии его похищают. В конце концов Клузо мешает заговору и разоблачает предателя в штаб-квартире.
Фильм был спродюсирован Louis Rachmil, одной из кинокомпаний Mirisch Films в Соединенном Королевстве. Сцены с инспектором Клузо были сняты в Европе.

## В ролях
- Алан Аркин — Инспектор Жак Клузо
- Фрэнк Финлей — Инспектор Уивер
- Делия Боккардо — Лейтенант Лиза Моррел
- Патрик Каргилл — Комиссар Чарльз Брэйтвэйт
- Берил Рид — Миссис Уивер
- Барри Фостер — Эддисон Стил
- Клайв Фрэнсис — Клайд Харгривз/Джонни-Радуга
- Джон Биндон — Бык Паркер
- Майкл Риппер — Фрэй
- Татти Лемков — Френчи ЛеБэк
- Энтони Эйнли — Бомбер ЛеБэк
- Уоллас Итон — Хёффлер
- Лэвил Бауэр — Шеф полиции Геффрион
- Ричард Пирсон — Шокли
- Джордж Правда — Вольф

## Производство
После двух успешных предыдущих фильмов про «Розовую пантера» Блейк Эдвардс и Питер Селлерс решили никогда больше не работать вместе. Продюсер Уолтер Мириш интересовался третьим фильмом о Пантере, но Селлерс неоднократно отказывался от роли. После успеха Алана Аркина в фильме «Русские идут! Русские идут!» Мириш предложил роль Селлерса. Блейк Эдвардс отказался занять роль режиссёра, и Мириш нашёл Бада Йоркина. Незадолго до съемок Селлерс связался с Миришем, заявив, что только он может сыграть эту роль и будет играть, если он сам утвердит сценарий. Мириш отказал ему.

## Критика
Рената Адлер из The New York Times высказалась отрицательно, назвав фильм «одной из тех эпизодических, универсальных произвольных комедий, в которых все идет, но ничего не работает». Variety похвалила фильм, назвав его «живым, развлекательны и эпизодическим рассказом о грабителях банка. Хороший сценарий, лучшая актёрская игра и первоклассная режиссура позволяют извлечь максимальную отдачу из материала». Роджер Эберт дал фильму 2,5 звезды из 4, написав, что «Аркин демонстрирует несколько забавных сцен, но однако они являются исключением, а не правилом. Большую часть времени события развиваются довольно медленно, и камера задерживается на Аркине, ожидая моментов вдохновения, которое никогда не наступят». Журнал Time писал: «Аркин тщательно следует по стопам своего предшественника, но в результате получается только пародия на пародию», добавляя: «неряшливая режиссура Бада Йоркина заставляет фильм выглядеть так, как будто все расходы были потрачены впустую, заманивая Аркина в фарс, который, вероятно, отправит Клузо в небытие». Кевин Томас из Los Angeles Times назвал это «скучной комедией … которая сдувается быстрее, чем дырявый воздушный шар. Не то чтобы в этом виноват одаренный Аркин. Он пытается и пытается (и иногда преуспевает), но скучный сценарий с самого начала безнадежен». Лео Салливан из Washington Post назвал его «безрадостным провалом». Пенелопа Джиллиатт из The New Yorker назвала его «невероятно плохим фильмом, но Алан Аркин иногда очень смешон в нём, особенно когда он не пытается им быть».